# チャパーエフ (映画)
『チャパーエフ』（Chapaev）は、1934年に制作されたロシアの映画。ロシア革命の英雄、ワシーリー・チャパーエフを主人公にした伝記映画。トーキーと社会主義リアリズムの時代を迎えたソビエト連邦の映画の転機を画する代表的な映画。

## ストーリー
ワシーリー・チャパーエフが指揮する赤軍の部隊と、ボロージン大佐が指揮する白軍との戦い。白軍の攻勢で退却する赤軍兵士に、チャパーエフは自ら先頭に立って逆襲に転じる。
モスクワから派遣された共産党の全権委員のフルマーノフは、最初は赤軍の部隊を指揮するチャパーエフとうまくやっていけませんでしたが、チャパーエフの部下が地元の農民から盗んだことで生じた対立を解決し、2人が親友になります。
チャパーエフの部下ペーチカと機関銃手のアンナの助けと、ボロージンから離反した補佐官ペトロヴィッチから提供された情報により、師団は白軍の攻撃を撃退することに成功する。その間に、ペーチカとアンナは恋愛関係になる。
モスクワの上層部はフルマーノフを別の赤軍師団に再配置し、状況はすぐに悪化する。ボロージンとその部下は闇に紛れてチャパーエフの司令部を攻撃する。チャパーエフと部下のペーチカの英雄的な努力にもかかわらず、2人は殺される。しかし、彼らの犠牲は報われ、アンナは師団の生き残っている兵隊に発破を掛けし、最後は反撃が成功する。

## キャスト
- ワシーリー・チャパーエフ - 歩兵師団長：ボリス・バーボチキン
- ドミトリー・フルマーノフ - 共産党の全権委員：ポリス・ブリノフ
- アンナ：ワルワーラ・ミャスニコーワ
- ボロージン大佐 - 白軍の指揮官：イラリオン・ペフツォーフ
- 伝令兵ペーチカ - チャパーエフの部下：レオニード・クミト

## スタッフ
- 監督：ゲオルギー・ワシーリエフ、セルゲイ・ワシーリエフ
- 原作：ドミトリー・フルマーノフ
- 撮影：アレクサンドル・シガエフ、Ａ・クセノフォントフ
- 美術：ガヴリール・ポポフ
- 音楽：イサーク・マフリス

## 制作
映画の主人公は、ロシア革命における実在の英雄ワシーリー・チャパーエフ(1887～1919)である。このチャパーエフが率いる師団に共産党から政治委員として派遣された、ドミトリー・フルマーノフ(1891～1926)が、その体験をもとに、体験的記録文学『チャパーエフ』を執筆し、国際的なベストセラーとなった原作が元となっている。1924年にフルマーノフは映画化の企画をスタジオに持ち込んだが通らず、1932年にフルマーノフ未亡人が映画スタジオのレンフィルムに提出し、その案をゲオルギー・ワシーリエフとセルゲイ・ワシーリエフが快諾。彼女の保管するフルマーノフの資料を譲り受け、二人で脚本を共同で執筆。二人は実の兄弟ではないが、緊密なコンビを組み、自らも"ワシーリエフ兄弟"と呼ぶ、レンフィルムの監督であった。"ワシーリエフ兄弟"は、ボロージン大佐役のイラリオン・ペフツォフの家に打合せの為に訪問した時に、弟子に当たるボリス・バーボチキンが居合わせ、チャパーエフ役に決めた。
この映画は、芸術全般に採択された"社会主義リアリズム路線"最初の作品として、高い評価を受けた。このことにちなんで、ロシア共和国の毎年の芸術賞は、"ワシーリエフ兄弟"賞(映画部門)の名で呼ばれてる。

## 受賞
- 1934年ヴェネチア国際映画祭銅賞
- 1935年モスクワ国際映画祭第一賞
- 1937年パリ万国博グランプリ